# Janvier 1875

## Événements
- Canada : Louis Riel est amnistié à condition d'être banni pour 5 ans.

- 5 janvier : inauguration de l'Opéra de Paris, œuvre de l'architecte Charles Garnier.

- 12 janvier :
  - Début du règne de Guangxu, empereur de Chine sous la régence de l’impératrice Cixi et du prince Gong, qui ont pris le pouvoir à la suite d’un coup d’État au sein du palais (fin de règne en 1908).
  - Suisse : le Tribunal fédéral ouvre ses portes à Lausanne.

- 14 janvier : Alphonse XII d'Espagne entre à Madrid et rétablit la monarchie en Espagne. Le conservateur Antonio Cánovas del Castillo gouverne jusqu’en 1885. Il met fin à l’instabilité politique. Il réintègre des fonctionnaires acquis à l’ancien régime, rétablit l’usage des titres nobiliaires et mène une politique favorable au clergé.

- 18 janvier : élection générale ontarienne de 1875. Le parti libéral d'Oliver Mowat remporte une seconde majorité.

- 20 janvier, France : « amendement Wallon » introduisant dans la constitution le terme de République.

- 27 janvier, Canada : affaire Louis Mailloux.

- 30 janvier, France : par 353 voix contre 352, il est décidé que le président de la République serait élu pour sept ans par la Chambre des députés et le Sénat réunis en congrès.

- 30 janvier - 16 juillet : lois constitutionnelles établissant la IIIe République en France. Vote de la Constitution, qui établit un régime parlementaire.

## Naissances
- 1er janvier : Stelletsky, sculpteur, décorateur de théâtre, illustrateur, architecte et peintre iconographe russe († 12 février 1947).
- 4 janvier : Anni Swan, écrivaine finlandaise († 24 mars 1958).
- 22 janvier : D.W. Griffith, producteur et réalisateur américain († 23 juillet 1948).

## Décès
- Casimir de Rochechouart de Mortemart (Paris, 20 mars 1787 – Neauphle-le-Vieux, 1er janvier 1875), militaire, diplomate, et homme politique français du XIXe siècle.
- 3 janvier : Pierre Larousse, lexicographe français.
- 20 janvier : Jean-François Millet, peintre français (° 1814).
- 24 janvier : Jean Raikem, homme d’État belge (° 28 avril 1787).